# Jón Jónsson (Wasserballspieler)
Jón Dagbjartur Jónsson (* 11. April 1908 in Arnarfjörður; † 2. August 1973 in Kópavogur) war ein isländischer Wasserballspieler.

## Karriere
Jón stellte in den 1930er Jahren mehrere nationale Rekorde im Schwimmen auf und nahm mit der isländischen Nationalmannschaft und seinen Teamkollegen Jón Ingi Guðmundsson, Jónas Halldórsson, Magnús Pálsson, Stefán Jónsson, Úlfar Þórðarson, Þorsteinn Hjálmarsson und Þórður Guðmundsson am olympischen Wasserballturnier 1936 in Berlin teil. Das Team, das im havelländischen Nauen trainiert hatte, unterlag in der Vorrunde den Mannschaften aus der Schweiz (1:7), Schweden (0:11) und Österreich (0:6). Nach diesen Ergebnissen belegte die Mannschaft den geteilten 13. Platz unter 16 Teilnehmern.
Jón, der als Maler und Schwimmtrainer arbeitete, verstarb nach einem Sturz im Alter von 65 Jahren im Krankenhaus von Kópavogur. Er hinterließ seine Ehefrau Svava Sigurðardóttir (1920–1994) sowie drei Töchter.